# 燕妮·林德奎斯特
燕妮·林德奎斯特（瑞典語：Jenny Lindqvist，1978年7月21日—），瑞典女子冰球运动员，场上位置是前锋。她曾代表瑞典国家队参加2006年冬季奥林匹克运动会冰球比赛，获得一枚银牌。